# Attentato alla sede di Charlie Hebdo
L'attentato alla sede di Charlie Hebdo è stato un attacco terroristico avvenuto il 7 gennaio 2015 a Parigi, contro la sede del giornale satirico Charlie Hebdo. Nell'attentato, rivendicato dalla branca yemenita di Al-Qāʿida (o Ansar al-Sharia), sono state assassinate dodici persone, mentre undici sono rimaste ferite.
Si è trattato del quarto attentato terroristico con il maggior numero di vittime in Francia (quando fu commesso, si trattava del secondo), dopo l'attentato multiplo del 13 novembre 2015 al teatro Bataclan, allo Stade de France e a tre ristoranti parigini, in cui hanno trovato la morte 130 persone, la Strage di Nizza sulla Promenade des Anglais con 87 morti e 302 feriti e l'attentato a Vitry-Le-François del 18 giugno 1961 per opera dell'Organisation armée secrète durante la guerra d'Algeria, che causò 28 morti.
Dopo il primo attentato, il 9 gennaio 2015, un complice degli attentatori si è barricato a Porte de Vincennes, in uno dei supermercati della catena kosher Hypercacher, prendendo alcuni ostaggi e uccidendo quattro persone. Durante gli eventi seguenti all'attentato sono morte in totale otto persone: i due responsabili, il complice di Porte de Vincennes, quattro ostaggi di quest'ultimo e una poliziotta, portando così il totale a venti morti.

## Contesto
Charlie Hebdo è un periodico settimanale satirico francese, dallo spirito caustico e irriverente. La testata, fondata nel 1970, pubblica vignette e articoli dissacranti nei riguardi della politica, soprattutto nei confronti di soggetti di estrema destra, e di ogni tradizione religiosa, in particolare il cristianesimo, l'Islam e l'ebraismo.
A causa di questa sua linea editoriale, Charlie Hebdo fu numerose volte al centro delle polemiche. Prima dell’attacco del gennaio 2015, il giornale fu vittima di un attentato, anche quella volta di matrice islamica. Nella notte tra il 1° e il 2 novembre 2011, infatti, la sede del giornale venne distrutta a seguito del lancio di bombe Molotov, appena prima dell'uscita del numero del 2 novembre dedicato alla vittoria del partito fondamentalista islamico nelle elezioni in Tunisia. Sulla copertina di questo numero apparve una vignetta satirica con Maometto che dice "100 frustate se non muori dalle risate" e il titolo "Charia Hebdo", gioco di parole tra Shari'a e il nome del giornale. In reazione alla pubblicazione, il sito internet della rivista è stato bersaglio di un attacco informatico. Dopo questo attentato, la sede del giornale è stata regolarmente controllata dalla polizia.
Nei mesi precedenti al gennaio 2015, sia in Francia che in altri Paesi venne aumentata l'allerta anti-terrorismo a causa di alcuni eventi criminosi collegati al fanatismo religioso propagandato dall'ISIS . Nell'ottobre 2014, in Canada, un uomo in solitaria, dopo aver ucciso un soldato, tentò di irrompere nella sede del parlamento di Ottawa.. Due mesi più tardi, in Australia, un uomo aveva tenuto in ostaggio diverse persone, uccidendone due, in una cioccolateria di Sydney. Tra il 21 e il 23 dicembre, due uomini in due località diverse, nei pressi di Digione e Nantes, in Francia, si erano lanciati con la loro auto sulla folla, provocando la morte di una persona e il ferimento di molte altre. Un atto di aggressione era stato riportato anche in una stazione di polizia della Loira, dove un ragazzo aveva ferito con un coltello tre poliziotti prima di venire colpito.

## Attentato

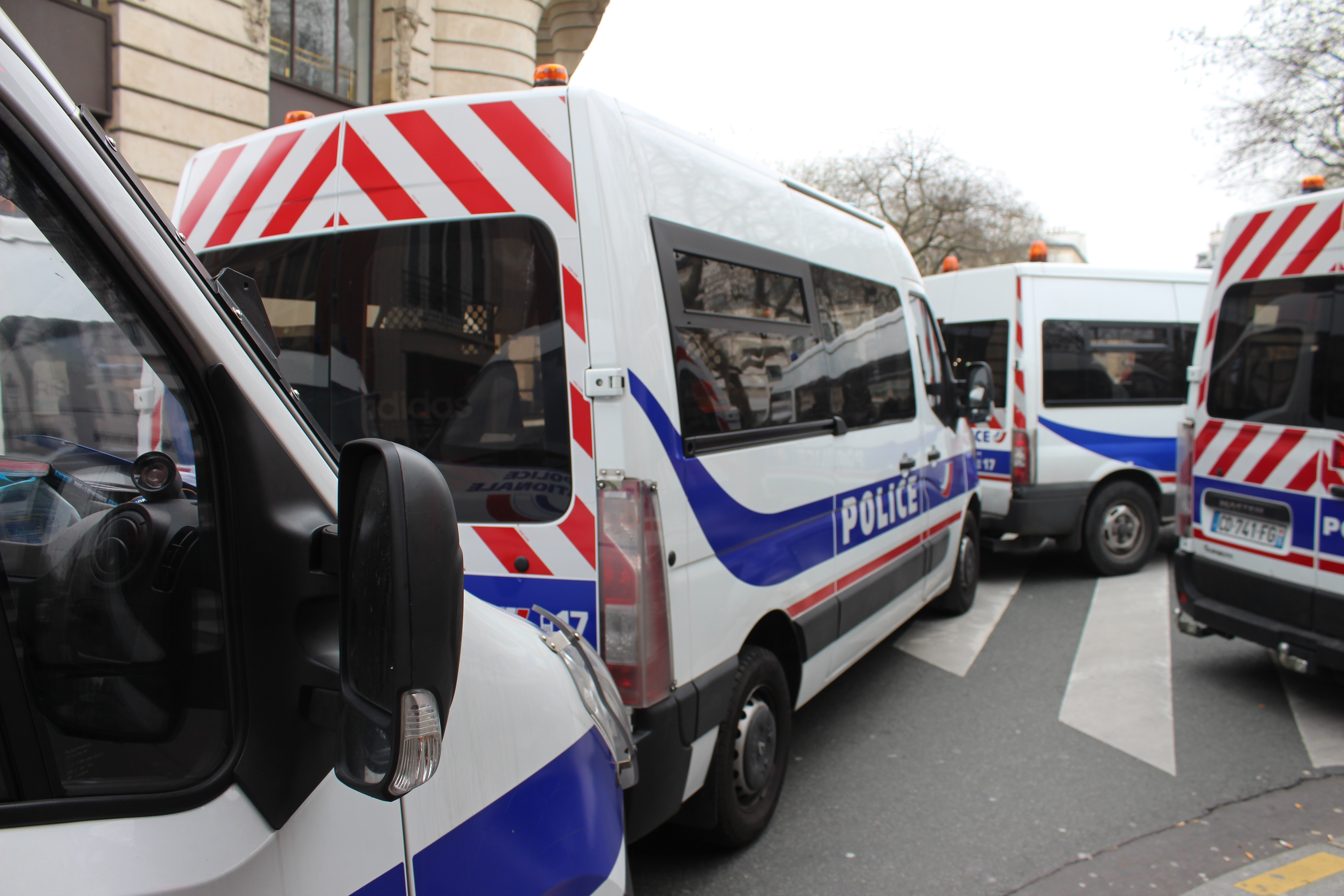
Furgoni della polizia francese sul luogo dell'attentato

Il 7 gennaio 2015, intorno alle 11:30 del mattino, due individui mascherati e armati di AK-47 entrarono negli uffici del giornale, dichiarandosi affiliati di Al-Qaeda e intimando alla disegnatrice Corinne Rey, tenuta in ostaggio e poi rilasciata, di immettere il codice numerico per entrare nella sede di Charlie Hebdo. Hanno poi aperto il fuoco contro i dipendenti, sparando svariati colpi e gridando in lingua araba Allāhu Akbar ("Allah è grande") e causando dodici vittime.
Successivamente, dopo aver ucciso Franck Brinsolaro, un poliziotto responsabile della sicurezza del giornale, fuggirono a bordo di una Citroën C3 di colore nero. Alla Boulevard Richard-Lenoir si imbatterono in un veicolo della polizia, sparandogli e uccidendo con un colpo alla testa un poliziotto, il brigadiere Ahmed Merabet, quarantaduenne di religione musulmana, sposato e padre di due figli. Nei pressi della Porte de Pantin rubarono un veicolo a un civile, affermando di essere due terroristi della cellula yemenita di Al Qaeda. La Citroën venne abbandonata all'incrocio tra la Rue de Meaux e l'Avenue Secrétan nel XIX° arrondissement di Parigi
Dopo l'attacco, il livello di rischio terroristico nell'area venne elevato e lo scrittore Michel Houellebecq posto sotto protezione della polizia, mentre i locali della casa editrice Flammarion, che avevano pubblicato il suo romanzo Sottomissione, vennero evacuati per sicurezza. Il romanzo fu protagonista dell'ultima copertina di Charlie Hebdo con una recensione favorevole.

### Morti e feriti
Le vittime dell'attentato furono diciassette:
- Dodici persone morirono il 7 gennaio 2015 nella redazione del Charlie e nei dintorni e sono le seguenti:[19][20][21][22][23]
  - Stéphane Charbonnier (Charb), direttore e disegnatore del Charlie Hebdo;
  - Jean Cabut (Cabu), vignettista;
  - Georges Wolinski, vignettista;
  - Bernard Verlhac (Tignous), vignettista;
  - Philippe Honoré, vignettista;
  - Mustapha Ourrad, curatore editoriale;
  - Elsa Cayat, psicanalista e giornalista;
  - Bernard Maris, economista professore all'Università di Parigi;
  - Michel Renaud, fondatore del festival Rendez-vous du Carnet de voyage;
  - Frederic Boisseau, addetto alla manutenzione;
  - Ahmed Merabet, agente di polizia in servizio nell'XI° arrondissement di Parigi;[24]
  - Franck Brinsolaro, ufficiale del servizio di protezione, guardia del corpo di Charb.

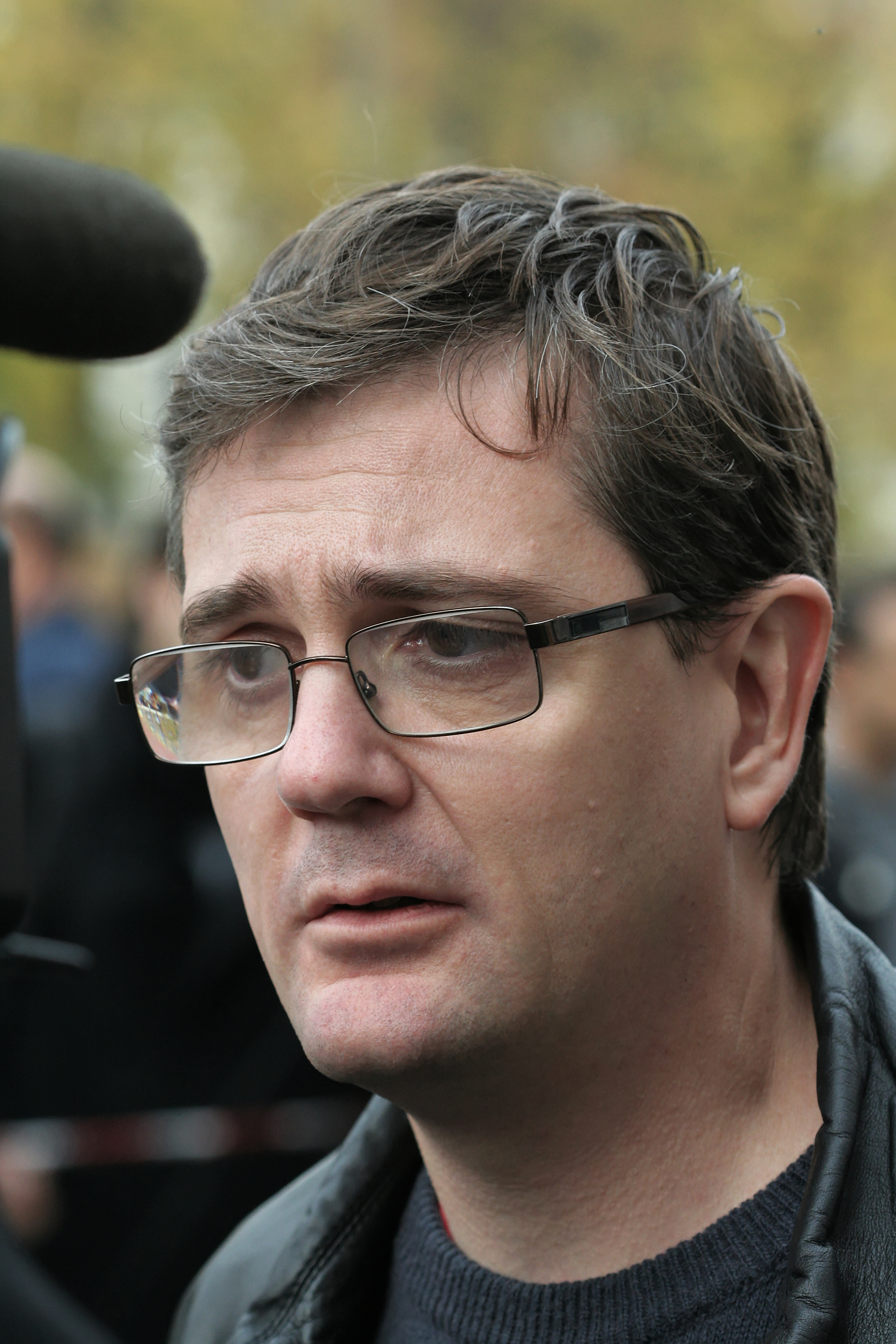
Stéphane Charbonnier nel 2011
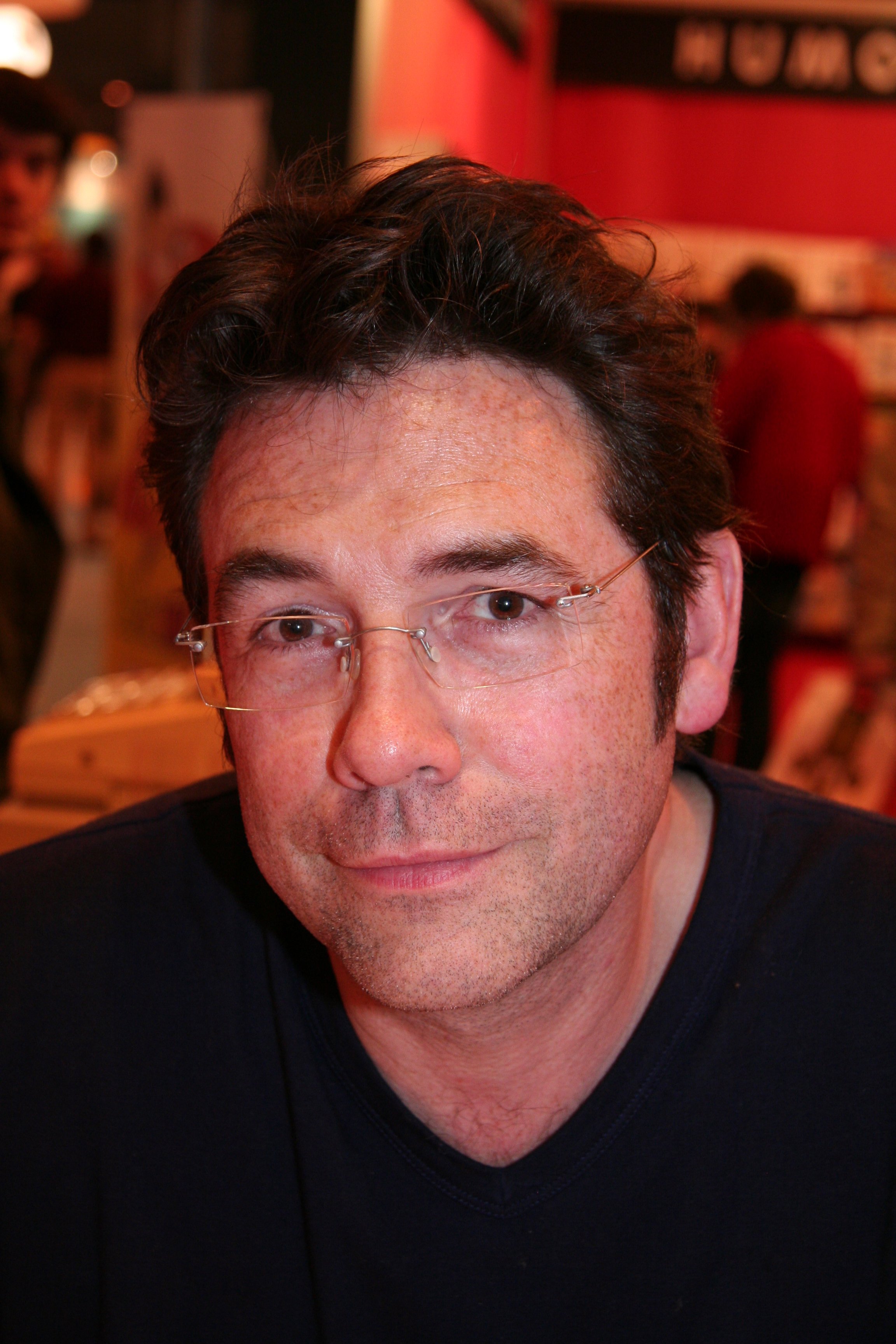
Bernard Verlhac nel 2008
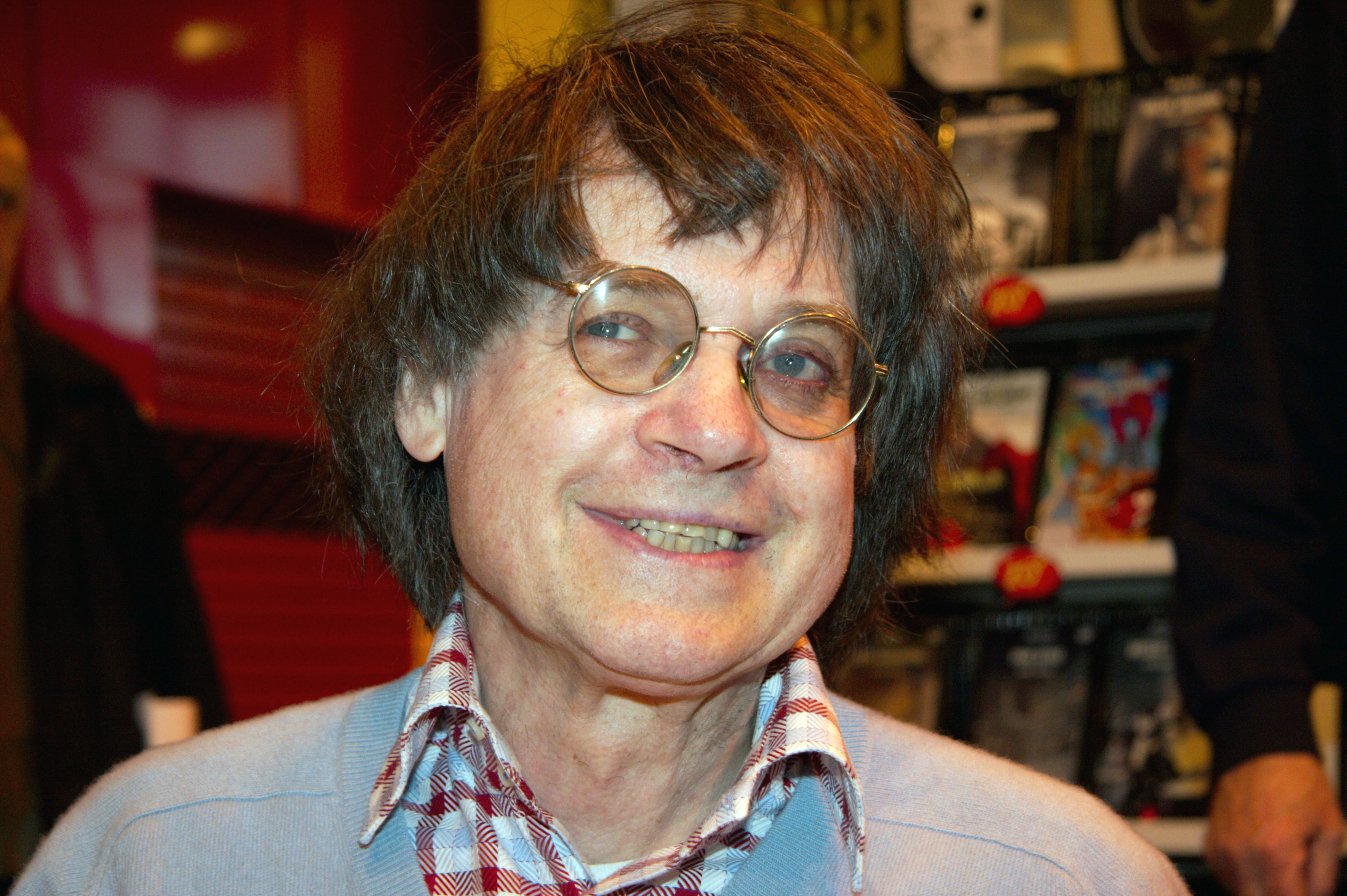
Jean Cabut nel 2012
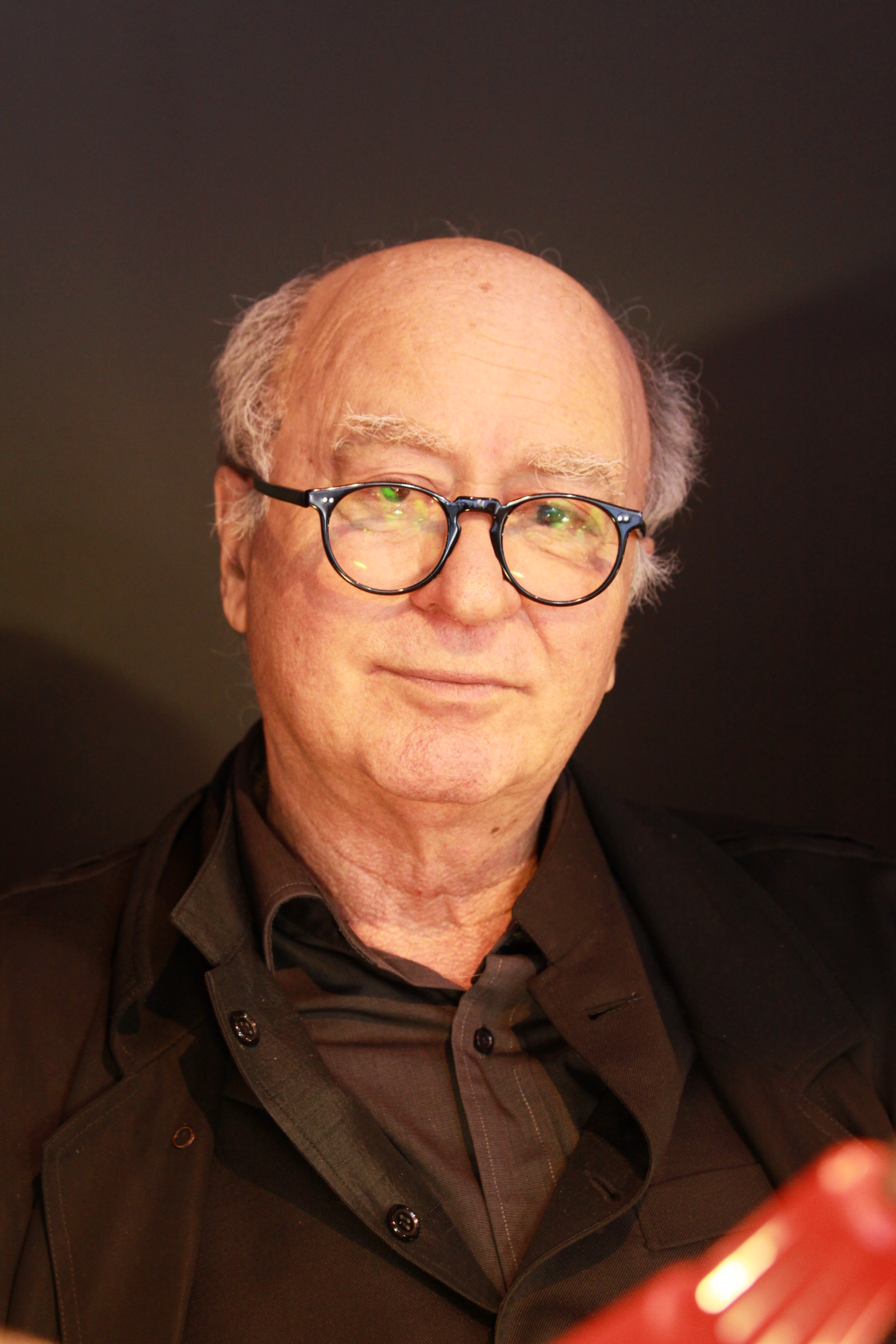
Georges Wolinski nel 2011
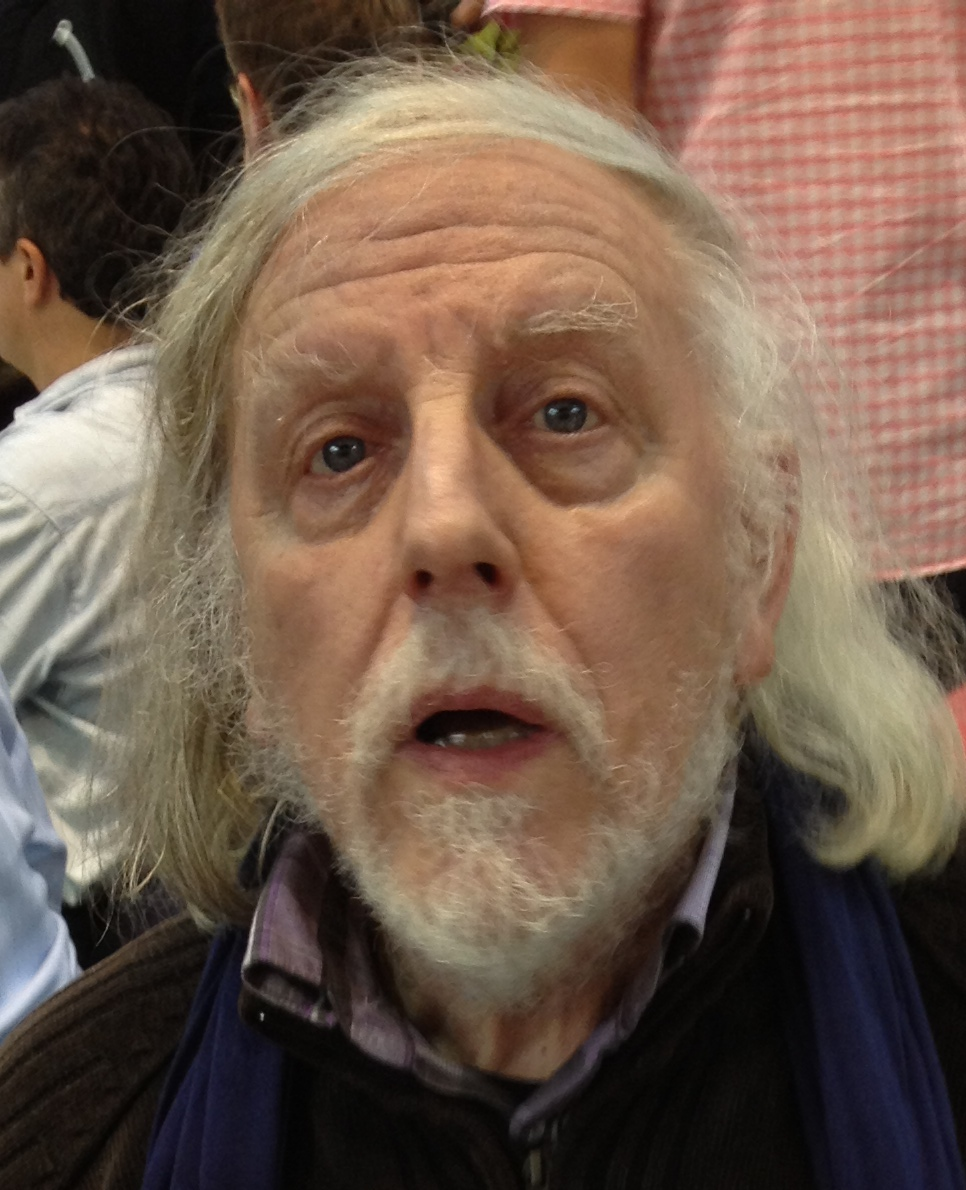
Philippe Honoré nel 2012

A questi si sono poi aggiunti una poliziotta e altre quattro persone morte il 9 gennaio 2015 in uno dei supermercati della catena kosher Hypercacher.
Undici, invece, sono le persone rimaste ferite:
- Philippe Lançon, giornalista;[26][27]
- Fabrice Nicolino, giornalista;[28]
- Laurent "Riss" Sourisseau, vignettista;[29]
- Simon Fieschi, webmaster;[30]
- sei agenti di polizia;[21][31][32]
- un autista, la cui vettura è stata colpita dai terroristi durante la fuga.[33]

Tre membri del personale del giornale presenti alla riunione e un altro addetto alla manutenzione rimasero illesi. L'avvocatessa e scrittrice Sigolène Vinson, che si trovava nella redazione del giornale, ha raccontato che uno dei due terroristi le ha puntato l'arma alla tempia e le ha detto: "Non ti uccidiamo perché non uccidiamo le donne, ma tu leggerai il Corano". In realtà tra le vittime dell'attentato vi è anche una donna.

### Le ricerche
Alcune ricerche vennero effettuate tra i membri della famiglia Kouachi in diverse città della Francia settentrionale nello stesso giorno dell'attentato, in particolare a Reims e a Strasburgo. Durante la notte, i due sospetti furono intercettati nei pressi di Reims, nel distretto di Croix-Rouge – Hauts de Murigny, da una ricerca condotta nella casa di Saïd Kouachi. Dopo aver fatto perdere le tracce, alle ore 9:00 dell'8 gennaio 2015 i due uomini armati si fermarono in una stazione di servizio della Avia International di Vauciennes per fare il pieno alla loro Renault Clio II grigia e rubare scorte di cibo. Pesantemente armati, brandivano al gestore della stazione i loro due Kalashnikov e lanciarazzi M80 Zolja. Per la loro ricerca vennero mobilitate, sia in Aisne che a Porte de la Villette, le brigate di intervento. I ricercati erano considerati dalle autorità, "armati e pericolosi", in grado di beneficiare di una "rete di sostegno" e si temeva "che potessero ancora una volta impegnarsi in atti cruenti". La Prefettura di Parigi manda in onda nella notte un appello alla ricerca di testimoni. Nella Citroën C3, abbandonata il 7 gennaio 2015 nel XIX° arrondissement di Parigi da parte dei terroristi, vennero trovate delle Bandiere jihadiste e una dozzina di bottiglie molotov. A mezzogiorno, nel dipartimento meridionale di Aisne, venne attivato il piano "Épervier", in italiano "Falco". Nel pomeriggio dell'8 gennaio 2015, il Vigipirate venne esteso alla Picardie. Vennero allertate Forze militari integrate, in supporto alle forze di polizia ordinarie, dalla BRI, al RAID, alla GIGN e al GIPN di Lille.
In prima serata, il ministro dell'Interno Bernard Cazeneuve annunciò che i fratelli Kouachi erano oggetto di una ricerca nazionale e una spina blu Interpol. Le forze dell'ordine setacciarono fino a notte in un territorio di qualche centinaio di km quadrati, le campagne rurali e boschive. Durante la notte furono tenuti attivi diversi posti di blocco.
Alle ore 8:10 del 9 gennaio 2015, i due fratelli rubarono a Montagny-Sainte-Félicité una Peugeot 206, dopo aver lasciato il loro veicolo precedente in un sentiero. Un inseguimento seguito fra i poliziotti e le due sospetti sulla RN2 si concluse nei pressi di una tipografia a Dammartin-en-Goële. I due uomini vennero immediatamente circondati dalla polizia. Il GIGN, appoggiato dal RAID, negoziò con i due uomini. Secondo Yves Albarello presente nel centro di controllo di crisi, che si dice abbiano espresso la volontà di morire come martiri.
Intorno alle 10:00, un giornalista della BFM TV riesce ad entrare in contatto con i fratelli Kouachi. Essi espongono la loro storia: Kouachi Cherif affermò di essere stato finanziato da "Al-Qaeda in Yemen" e di essere stati addestrati da Anwar al-Awlaki, un imam americano di origine yemenita. Infine disse: "Noi siamo i difensori del Profeta".

### Sviluppi successivi all'attentato

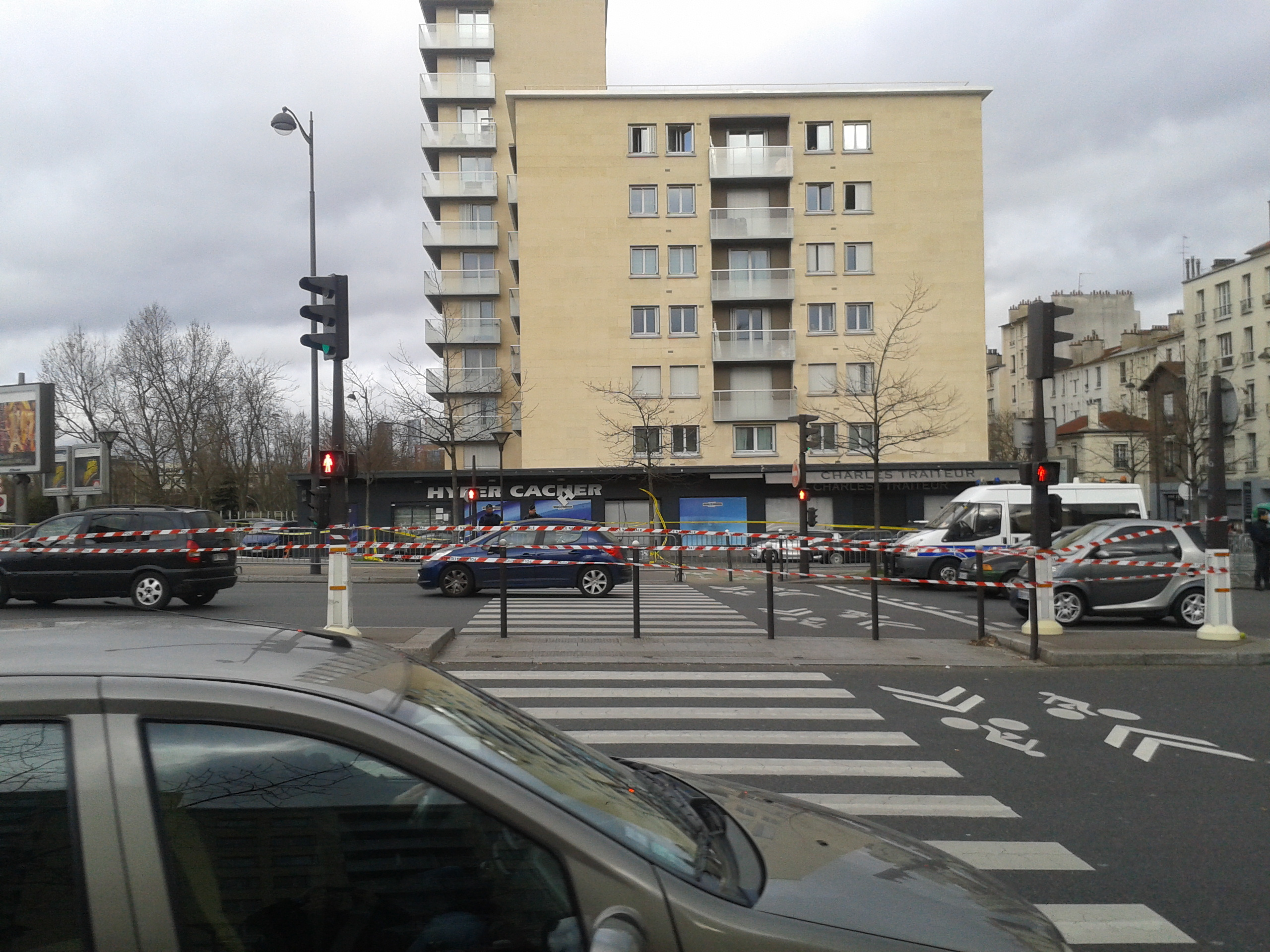
Il supermercato della catena kosher Hypercacher di Porte de Vincennes, dove Amedy Coulibaly aveva preso alcune persone in ostaggio

La mattina dell'8 gennaio 2015, nella città di Montrouge, a sud di Parigi, un altro terrorista, il trentaduenne di origini maliane, Amedy Coulibaly, armato di AK-47, due pistole Tokarev, due pistole mitragliatrici Skorpion e di un giubbotto antiproiettile, ha aperto il fuoco contro la polizia francese, chiamata per un incidente stradale. L'attacco ha provocato la morte di una poliziotta, la ventisettenne Clarissa Jean-Philippe, e il ferimento di un altro agente. Anche se inizialmente venne smentito ogni rapporto tra le vicende, le indagini rivelarono che Coulibaly era legato ai fratelli Kouachi, responsabili della strage nella redazione di Charlie Hebdo.
Dopo l'attacco Coulibaly fuggì; il giorno successivo, verso le ore 13, si è deliberatamente barricato nel supermercato kosher Hypercacher di Porte de Vincennes situato a est di Parigi, prendendo in ostaggio diciassette persone e chiedendo per il loro rilascio la liberazione dei due attentatori dello Charlie Hebdo, nel frattempo asserragliatisi nella tipografia Création Tendance Découverte, nei pressi del villaggio di Dammartin-en-Goële.
Durante l'irruzione al supermercato, Coulibaly ha assassinato tre cittadini francesi di religione ebraica, evidenziando il fatto che si trattava di un attacco a sfondo antisemita. La prima vittima, la commessa di ventun anni Yohan Cohen, venne uccisa a sangue freddo di fronte agli altri ostaggi dopo che Coulibaly aveva chiesto il suo nome, ma il direttore del negozio, ferito a una spalla, era riuscito a fuggire, dando il tempo di contattare le forze dell'ordine tramite cellulare.
In conseguenza dell'attacco al supermercato, il presidente della Repubblica francese François Hollande definì l'attentato al supermercato kosher come "un atto antisemita terrificante". Alcuni media avevano inoltre ipotizzato la presenza di un complice di sesso femminile assieme a Coulibaly, probabilmente la sua compagna ventiseienne Hayat Boumeddiene.
I due fratelli Kouachi vennero uccisi nel pomeriggio del 9 gennaio 2015 durante l'irruzione nella tipografia presso la quale si erano barricati dopo un conflitto a fuoco con la GIGN della gendarmeria nazionale francese. Anche l'altro terrorista, Amedy Coulibaly, fu ucciso a Porte de Vincennes, nella zona est di Parigi, durante la simultanea irruzione delle forze speciali francesi all'interno del supermarket Kosher dove teneva gli ostaggi. Quattro di questi ostaggi sono stati uccisi e quattro feriti gravemente, tra cui due poliziotti della RAID e uno della BRI colpito al ginocchio destro. L'attentato al supermercato ricevette un'attenzione particolare, per il fatto che si trattava di un'azione a sfondo antisemita. Infatti, le quattro vittime dell'attentato al supermercato kosher erano cittadini francesi di religione ebraica.
La compagna di Coulibaly, Hayat Boumedienne, 26 anni, era ricercata per essere interrogata come persona informata sui fatti, ma non era presente. Successivamente si è scoperto che il 2 gennaio 2015 era partita per la Turchia, con destinazione finale la Siria. Seppur collegati, mentre gli attacchi alla redazione giornalistica sono stati rivendicati dalla frangia yemenita di Al Qaeda, Coulibaly ha giurato fedeltà allo Stato Islamico.

## Terroristi
Gli autori della strage nella sede di Charlie Hebdo sono i fratelli Saïd Kouachi, rispettivamente nati il 7 settembre 1980, e Chérif Kouachi, il 29 novembre 1982, jihādisti franco-algerini di Gennevilliers. Un terzo uomo, il diciottenne Hamyd Mourad, fu inizialmente sospettato di aver aiutato i fratelli Kouachi a compiere la strage, ma si è poi consegnato alla polizia spontaneamente in quanto aveva un alibi. Nel 2008 Chérif Kouachi fu arrestato per terrorismo e condannato a tre anni di reclusione in quanto membro del gruppo terroristico di Abu Musab al-Zarqawi che reclutava e inviava estremisti combattenti in Iraq.
L'attentato del giorno successivo è invece opera del trentaduenne Amedy Coulibaly, nato a Juvisy-sur-Orge e già condannato per furto di armi nel 2001. Nel 2010 era stato inoltre arrestato per aver aiutato il terrorista Smaïn Aït Ali Belkacem in un'evasione. Quanto alla moglie di Coulibaly, la giovane Hayat Boumeddiene, era indiziata per aver partecipato alle azioni, quantomeno nell'affiancare e aiutare il compagno, mentre la sua ricerca, pur attivata con celerità, venne ostacolata dalla intempestiva richiesta del mandato di cattura internazionale, prima che si rifugiasse, pare, in Siria, per poi tornare forse in Francia pochi giorni dopo la fuga.

## Reazioni

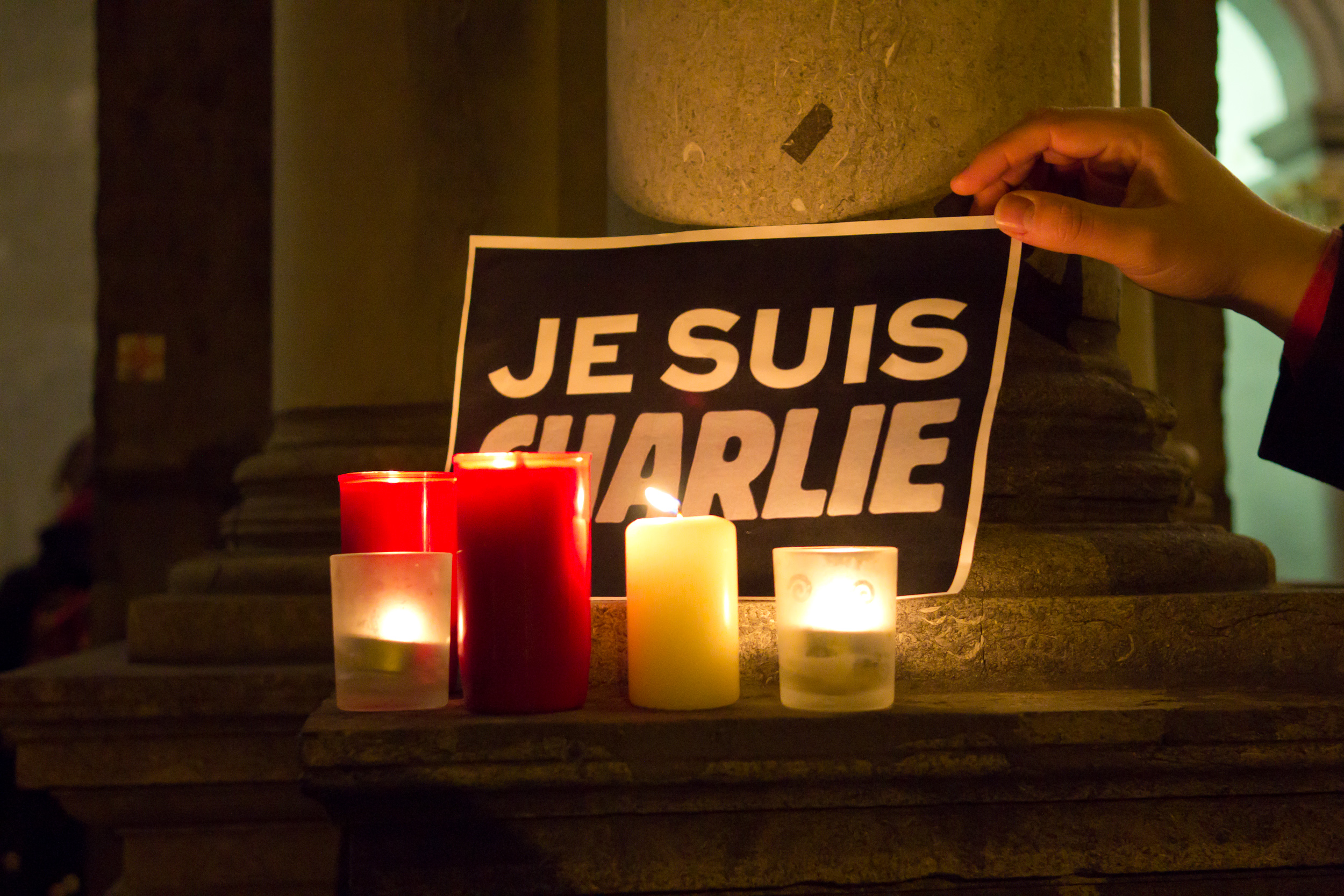
La scritta Je suis Charlie ("Io sono Charlie"), usata per mostrare vicinanza al giornale

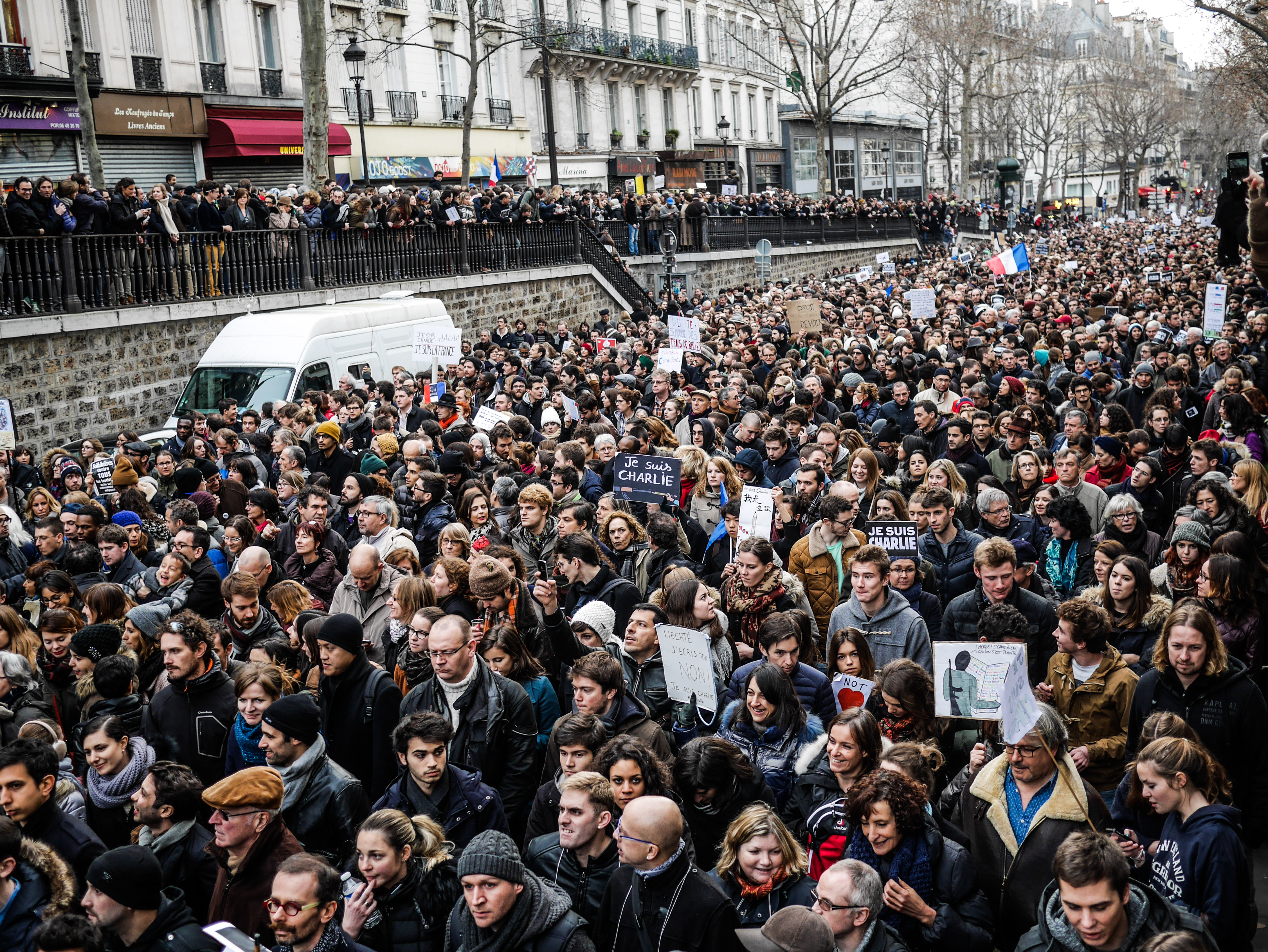
Il corteo dell'11 gennaio a Parigi

Il presidente François Hollande, una volta giunto sul luogo della strage, parlò di "attentato terroristico e di eccezionale barbarie" promettendo di trovare i colpevoli. Hollande ha poi aggiunto: "Siamo in un momento molto difficile, sono stati sventati diversi attentati di recente e noi puniremo gli autori. Nessuno può pensare di agire in Francia contro i principi di libertà della nostra Repubblica". Il segretario generale dell'unione delle moschee di Francia, Mohammed Mraizika, affermò : "Nulla, assolutamente nulla, può giustificare o scusare questo crimine".
Hanno condannato l'attentato ed espresso solidarietà e vicinanza alla Francia il Consiglio di sicurezza dell'ONU, il presidente della Commissione europea Jean-Claude Juncker, la cancelliera tedesca Angela Merkel, il presidente del consiglio dei ministri italiano Matteo Renzi, il primo ministro britannico David Cameron, il primo ministro olandese Mark Rutte, il presidente russo Vladimir Putin, il primo ministro indiano Narendra Modi, il portavoce del presidente statunitense Barack Obama, Josh Earnest, il governo spagnolo, il governo turco e altri, tra cui la Santa Sede e il premier israeliano Benjamin Netanyahu, nonché la Lega araba e l'Università Al-Azhar, massimo centro per gli studi sunniti.
Il leader del partito sciita Hezbollah, Sayyed Hassan Nasrallah, ha condannato l'evento definendo gli attentatori takfir, ovvero apostati; secondo le sue parole hanno insultato l'Islam "anche più di coloro che hanno attaccato il messaggero di Dio attraverso libri che ritraevano il Profeta o facendo film ritraendo il Profeta o disegnando vignette sul Profeta".

### La manifestazione dell'11 gennaio
L'11 gennaio 2015 si spiega per le strade di Parigi un corteo di oltre due milioni di persone, oltre tre milioni e mezzo in tutta la Francia, che espressero solidarietà alle vittime degli attentati e ai loro familiari. Secondo le autorità francesi si è trattato della più grande manifestazione nella storia del Paese, almeno da quando si tengono queste registrazioni. Al corteo partecipano, ma isolati dal resto del corteo, i premier delle nazioni europee e altri leader politici, come Benjamin Netanyahu e Abu Mazen. Alla manifestazione non ha partecipato nessun rappresentante del governo marocchino in quanto, durante tale momento di commemorazione, alcuni manifestanti mostravano immagini ritenute irrispettose della morale islamica. Gli Stati Uniti hanno partecipato con l'ambasciatrice a Parigi e la Russia col ministro degli Esteri.